# La Suca
La Suca és una muntanya de 811 metres que es troba al municipi de Sales de Llierca, a la comarca catalana de la Garrotxa.